# Лихтенфельс (район)
Лихтенфельс (нем. Lichtenfels) — район в Германии, в  административном округе Верхняя Франкония Республики Бавария. Центр района — город  Лихтенфельс. Региональный шифр — 09 478. Регистрационные номера транспортных средств (нем. Kraftfahrzeugkennzeichen) — LIF, STE.
По данным на 31 декабря 2015 года (население) / 31 декабря 2015 года (территория):
- территория — 51 994,56 га;[3]
- население  — 66 655 чел.;[1]
- плотность населения — 127.97 чел./км²;
- землеобеспеченность с учётом внутренних вод — 7814 м²/чел.

## Административное устройство
Район подразделяется на 11 общин.

### Городские общины
1. Бад-Штаффельштайн (10 686)
2. Бургкунштадт (6 926)
3. Вайсмайн (4 821)
4. Лихтенфельс (20 555)

### Ярмарочные общины
1. Марктграйц (1 339)
2. Марктцойльн (1 755)
3. Эбенсфельд (5 690)

### Общины
1. Альтенкунштадт (5 612)
2. Михелау-ин-Оберфранкен (6 871)
3. Редвиц-ан-дер-Родах (3 409)
4. Хохштадт-ам-Майн (1 714)

### Межобщинные территории
1. Брайтенгюсбахер-Форст (нем. Breitengüßbacher Forst) (2,40 км²)
2. Майнеккер-Форст (нем. Mainecker Forst) (ликвидирована с 1 января 2000 года)
3. Нойензоргер-Форст (нем. Neuensorger Forst) (5,09 км²)

### Объединения общин

#### Административное сообществоРедвиц-ан-дер-Родах
1. Марктграйц (1 339)
2. Редвиц-ан-дер-Родах (3 409)

#### Административное сообществоХохштадт-Марктцойльн
1. Марктцойльн (1 755)
2. Хохштадт-ам-Майн (1 714)

## Население
По оценке на 31 декабря 2015 года население района Лихтенфельс составляет 66 655 чел. 

| Дата      | 1840  | 1871  | 1900  | 1925  | 1939  | 1950  | 1961  | 1970  | 1987  | 2011  |
| --------- | ----- | ----- | ----- | ----- | ----- | ----- | ----- | ----- | ----- | ----- |
| Население | 35577 | 38955 | 41456 | 47013 | 50246 | 69722 | 66269 | 67863 | 65602 | 67297 |

| Год       | 1960  | 1970  | 1980  | 1990  | 2000  | 2009  | 2010  | 2011  | 2012  | 2013  | 2014  | 2015  |
| --------- | ----- | ----- | ----- | ----- | ----- | ----- | ----- | ----- | ----- | ----- | ----- | ----- |
| Население | 65418 | 67802 | 65905 | 67832 | 70840 | 68286 | 68087 | 67245 | 67109 | 66644 | 66540 | 66655 |

## Достопримечательности
- Монастырь Банц
- Базилика Фирценхайлиген

## Внешние ссылки
- Официальная страница